# Spoorwegen in de Verenigde Staten

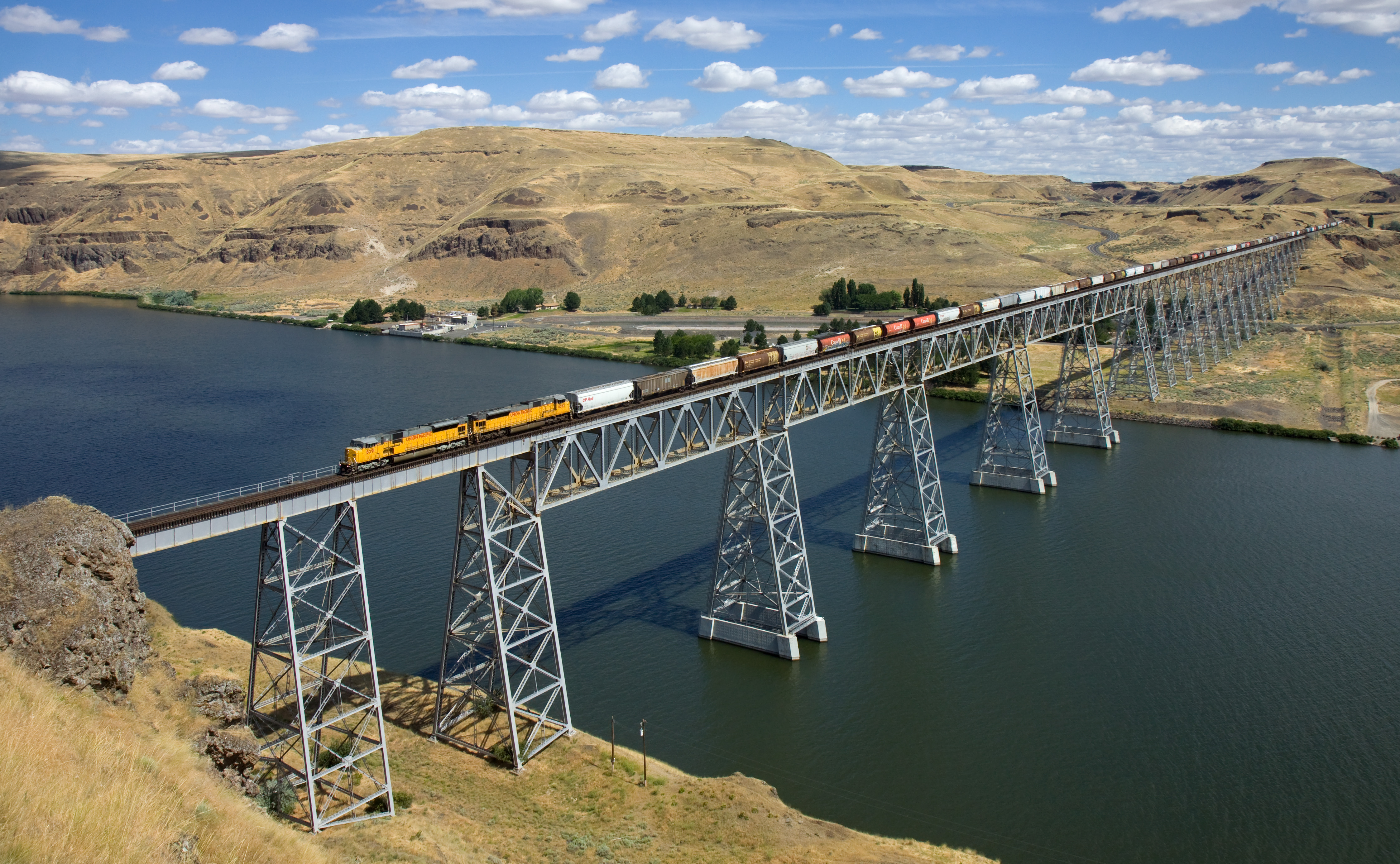
Een goederentrein van Union Pacific, een van de grote Class I-spoorwegmaatschappijen, rijdt over de Joso Bridge in Washington.

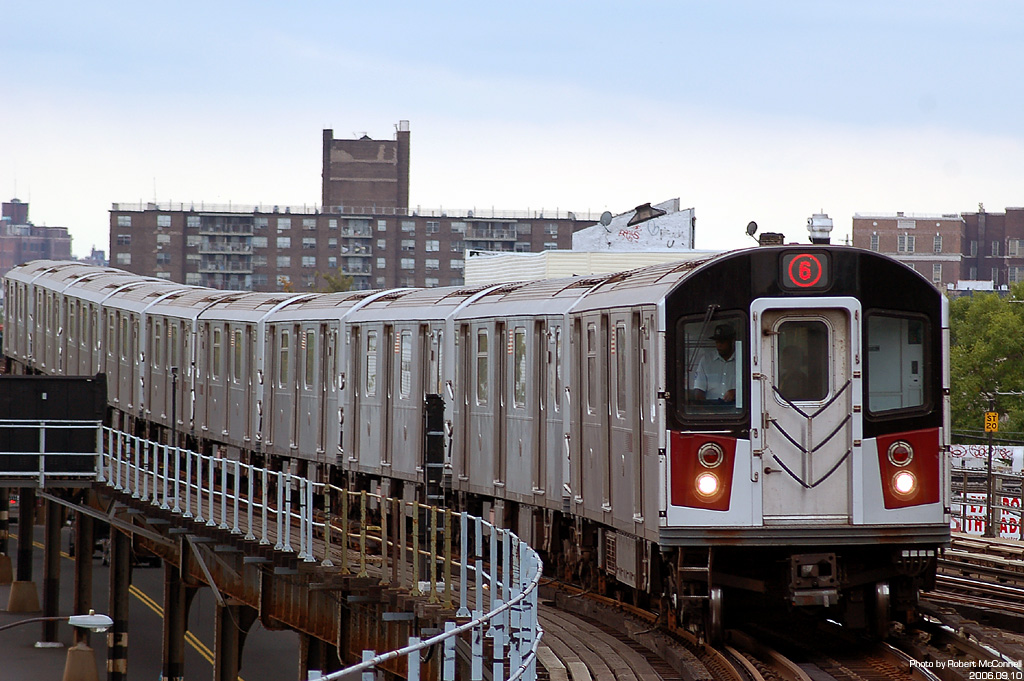
De metro van New York is met 1,7 miljard passagiers per jaar (2013) het grootste metronetwerk van het Amerikaanse continent.

De spoorwegen in de Verenigde Staten zijn getekend door een rijke geschiedenis met snelle omwentelingen en enorme groeispurten. Tegenwoordig beschikt de VS over een heel uitgebreid netwerk, dat echter vooral voor goederenvervoer gebruikt wordt. Personenvervoer over het spoor is beperkt tot twee ondernemingen die intercity-diensten aanbieden, Amtrak en Brightline, naast een aantal voorstadspoorwegen en metronetten.

## Overzicht
De technologie die nodig was voor de spoorwegen ontwikkelde zich in de Verenigde Staten ongeveer gelijktijdig met Europa. De eerste rails waar stoomlocomotieven over reden verschenen in de jaren 1830. In de tweede helft van de 19e eeuw maakte Amerika een ongezien snelle groei door, waardoor ze Europa inhaalde qua kilometrage, gebruik en technologie. Rond de eeuwwisseling was er meer dan 320.000 kilometer spoor in gebruik in de VS.
Vanaf het begin van de 20e eeuw nam het belang van de spoorwegen gestaag af: goederenvervoer gebeurde steeds meer met vrachtauto's, terwijl personenauto's en passagiersvliegtuigen de concurrentie aangingen met de tot dan toe erg succesvolle reizigerstreinen.
Veelvuldige faillissementen, fusies en enkele overheidsingrepen in de 20e eeuw vormen de basis voor de huidige situatie: naast kleine, regionale spoorlijnen bestaan er een zestal grote vrachtvervoerders en slechts één spoorwegonderneming die intercity-reizigersvervoer organiseert. Goederenvervoer blijft heel belangrijk. Goederenspoorwegmaatschappijen beschikken over zo’n 225.000 kilometer aan normaalspoor in de VS.
De spoorwegen zijn in handen van een groot aantal bedrijven, maar worden gedomineerd door een zevental grote spelers. Wanneer een goederenspoorwegmaatschappij een jaarlijkse omzet van minstens 346,8 miljoen dollar (2006) heeft, wordt ze tot Class I gerekend.
Reizigerstreinen zijn veel minder succesvol dan in andere landen. Amtrak is het enige bedrijf dat landelijk met intercity-treinen rijdt. Hoewel het actief is in het hele land (maar niet alle staten), is de dekking van zijn diensten allesbehalve volledig. Behalve langs de Northeast Corridor is de dienstregeling te beperkt, en zijn de treinen niet snel genoeg om de concurrentie aan te gaan met de personenauto of binnenlandse vluchten. In de Northeast Corridor, daarentegen, baat Amtrak een hogesnelheidslijn uit, Acela Express, de enige in het land. Er zijn plannen om ook elders hogesnelheidstreinen in te voeren, maar de financiële en politieke haalbaarheid daarvan is vaak twijfelachtig. Ten slotte moet gewezen worden op het belang en succes van de openbaarvervoersystemen van steden zoals New York, waar metro en voorstadspoorwegen een grote rol spelen.

## Geschiedenis
In het midden van de 17e eeuw ging men in Groot-Brittannië op zoek naar een efficiënte manier om steenkool en andere zware grondstoffen te vervoeren van de mijnen naar de dichtstbijzijnde bevaarbare waterweg. Eerder werden al wegen aangelegd waarbij de karrenwielen een spoor volgden tussen stenen; het is mogelijk dat dit het geval was op de Fosse Way in de Engelse Midlands. Houten rails boden een uitweg. Op korte tijd was er een groot netwerk van zulke 'spoorwegen', ook in Frankrijk en Duitsland, waarop karretjes reden, getrokken door trekdieren of zelfs door mensen. De volgende ontwikkeling, gedreven door een steeds toenemende vraag naar grondstoffen, kwam er in de vroege 18e eeuw, toen de houten sporen voor het eerst bedekt werden met een laagje ijzer. Later diezelfde eeuw werd er een oplossing gezocht en gevonden om de spoorvoertuigen op de rails te houden: een combinatie van wielen met een flens en een L-vormig railprofiel.
In de Verenigde Staten volgde men de ontwikkelingen in Europa, en dan vooral in het VK, met veel interesse. Men zag spoorwegen als een alternatief voor kanalen, die in diezelfde periode vaak met de steun en coördinatie van de individuele staten aangelegd werden, en stoomboten, die dan weer door particulieren werden uitgebaat. Ook voor de spoorwegen zou overheidssteun van cruciaal belang zijn.
De eerste spoorwegmaatschappijen konden, met een charter van de deelstaat op zak, gemakkelijk land opkopen, zelfs wanneer de eigenaars weigerden. De Baltimore and Ohio Railroad (B&O) verkreeg in 1827 een charter om een spoorweg aan te leggen tussen de havenstad Baltimore (Maryland) en de rivier Ohio in het westen. In 1830 reed de eerste stoomtrein over een deel van de spoorweg. De eerste common carrier-spoorwegmaatschappij in de VS was de Mohawk & Hudson Railroad, die in 1826 werd opgericht en in augustus 1831 operationeel werd. Het volgende jaar begon er een tweede spoorweg, de Saratoga & Schenectady Railroad. In 1835 voltooide de B&O dan weer een tak van Baltimore naar de hoofdstad. De Boston & Providence Railroad, opgericht in 1831, voltooide het traject Boston-Providence in datzelfde jaar.
In het Zuiden, maar ook elders, werden er veel korte lijnen aangelegd. Die verbonden de uitgebreide riviernetwerken met elkaar. In 1831 werd de Pontchartrain Rail-Road voltooid, een slechts 8 kilometer lange lijn die evenwel een strategisch belangrijke verbinding vormde, tussen de Mississippi en Lake Pontchartrain nabij New Orleans.
Het duurde niet lang eer kleine spoorwegmaatschappijen - op dat moment vaak synoniem aan een bepaalde lijn - overgenomen werden of fuseerden.
In 1850 telde de Verenigde Staten grofweg 14.000 kilometer sporen. In 1852 bereikte B&O uiteindelijk, maar wel als eerste, de rivier Ohio. Nog geen tien jaar later waren zowat alle grote steden in het noordoosten en Middenwesten met elkaar verbonden door spoorwegen.

## Huidige situatie

### Vrachtvervoer
Huidige Class I-spoorwegmaatschappijen in de VS
- BNSF Railway
- Canadian National Railway
- Canadian Pacific Railway
- CSX Transportation
- Kansas City Southern Railway
- Norfolk Southern Railway
- Union Pacific Railroad

### Passagiersvervoer

#### Drukste netwerken en lijnen
Onderstaande tabel omvat de zestien grootste netwerken en lijnen van passagiersvervoer over het spoor, inclusief metro en lightrail. Cursief staat voor onafgebroken en geïntegreerde netwerken, doorgaans in een en dezelfde metropool, zoals de metro van New York, terwijl onderstreept staat voor intercity-spoorlijnen of afzonderlijke voorstadspoorlijnen.
|     | Netwerk of spoorlijn   | Vervoersbedrijf                                          | Bereik                     | Passagiers/ jaar (2013) |
| --- | ---------------------- | -------------------------------------------------------- | -------------------------- | ----------------------- |
| 1.  | New York City Subway   | New York City Transit Authority                          | New York                   | 2.651.804.600           |
| 2.  | Washington Metro       | Washington Metropolitan Area Transit Authority           | Washington D.C.            | 273.464.800             |
| 3.  | MBTA                   | Massachusetts Bay Transportation Authority               | Boston en omgeving         | 238.946.400             |
| 4.  | Chicago 'L'            | Chicago Transit Authority                                | Chicago                    | 228.864.400             |
| 5.  | SEPTA                  | Southeastern Pennsylvania Transportation Authority       | Philadelphia               | 131.232.900             |
| 6.  | BART                   | Bay Area Rapid Transit District                          | San Francisco Bay Area     | 124.747.400             |
| 7.  | Metro Rail             | Los Angeles County Metropolitan Transportation Authority | Los Angeles                | 114.790.200             |
| 8.  | PATH                   | Port Authority of New York and New Jersey                | New York en New Jersey     | 72.798.500              |
| 9.  | MARTA                  | Metropolitan Atlanta Rapid Transit Authority             | Atlanta                    | 69.905.400              |
| 10. | Muni Metro             | San Francisco Municipal Railway                          | San Francisco              | 51.954.400              |
| 11. | Metrorail              | Miami-Dade Transit                                       | Miami                      | 21.275.400              |
| 12. | Baltimore Metro Subway | Maryland Transit Administration                          | Baltimore                  | 15.034.400              |
| 13. | Tren Urbano            | Departamento de Transportación y Obras Públicas          | San Juan                   | 10.974.500              |
| 14. | PATCO Speedline        | Port Authority Transit Corporation                       | Philadelphia en New Jersey | 10.542.200              |
| 15. | Northeast Regional     | Amtrak                                                   | Boston - Virginia          | 8.044.216               |
| 16. | RTA Rapid Transit      | Greater Cleveland Regional Transit Authority             | Cleveland                  | 6.422.800               |